# 成田禎介
成田 禎介（なりた ていすけ）は、日本の洋画家。自然の風景を主題とした写実的な油彩作品で知られる。特に静謐で抒情的な山野の風景や、四季折々の自然を題材とした作風に特色がある。

## 概要
1957年に東京都立三田高等学校を卒業した。在学中は美術部に所属し1年生の時には部長を務め、学校の講堂で展覧会を企画し、ギャラリーを作った。  
高校時代から海や灯台の風景に関心を持っていたが、後に日本各地やヒマラヤへの旅を通して、「緑」の風景の美しさに焦点を当てるようになる。京都で舞妓と出会ったことがきっかけで、肖像画も描いた。妻は三田高校の美術部で同級生であった 。   
卒業後、青山絵画研究所で学び、講師となった。示現会という美術団体に関わり、日展（日本美術展覧会）では特別会員を務め、示現会の理事長も務めている。 
30代の頃にフジテレビギャラリーで初めて個展を開き、その後、音楽番組『ミュージックギャラリー』に出演した。 
2022年には、母校である三田高校に油絵「川の見える風景」を寄贈した。この絵は、相模原の道志川近くの風景を描いたもので、緑色に対する強い思いと、従来の表現を超えた表現を追求する姿勢が表れている。この油絵は、同窓会であるワカバ会を通じて寄贈され、三田高校の校舎内に展示されている。   
成田の作品は、内閣総理大臣官邸にも飾られたことがあり、国立国会図書館にも所蔵されている。東京都のプロジェクト「東京百景」では、神津島の風景を描いた。